# MS Paint Adventures
MS Paint Adventures, spesso abbreviato in MSPA, è una collezione di webcomic scritti e illustrati da Andrew Hussie. I fumetti vengono rappresentati come parodie delle classiche avventure testuali, videogiochi interattivi in cui i giocatori usano comandi testuali per mandare avanti la storia.
Nel 2018, per via del grande successo ottenuto con Homestuck, il sito viene rinominato con il nome del fumetto.

## Webcomic

### Jailbreak
Jailbreak, la prima avventura scritta da Andrew Hussie, racconta la storia di un uomo senza nome che cerca di scappare dalla sua cella. Anche se la storia finisce di colpo dopo sole 134 pagine senza una vera e propria conclusione, la sua breve vita ha fatto nascere una serie di idee, trame e scherzi che sarebbero riapparse nelle avventure seguenti.

### Bard Quest
Bard Quest, la seconda avventura scritta da Andrew Hussie, racconta le imprese di un giovane bardo incaricato nell'uccisione di alcuni draghi. Il fumetto è un vero e proprio videogioco a scelta multipla in grado di cambiare trama a seconda delle scelte. Purtroppo, proprio come Jailbreak, anche questo si interrompe senza una vera conclusione, arrivando solamente a 82 pagine.

### Problem Sleuth
Problem Sleuth, la terza avventura scritta da Andrew Hussie, nasce come parodia del genere film noir e racconta la storia di tre detective intrappolati nei propri uffici durante i loro tentativi di fuga.
Nel fumetto oltre ai tre investigatori, Problem Sleuth (PS), Ace Dick (AD) e Pickle Inspector (PI), è presente Mobster Kingpin, il principale antagonista della storia.
Il webcomic, iniziato il 10 marzo 2008 e finito il 10 marzo 2009 con ben 1700 pagine, è il primo successo della raccolta.

### Homestuck

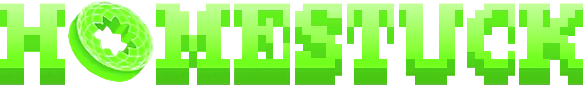

Homestuck, la quarta avventura scritta da Andrew Hussie, racconta la storia di quattro ragazzi di 13 anni che giocando a Sburb provocano l'apocalisse. Teletrasportandosi in un universo totalmente nuovo dovranno scoprire il senso del videogioco e come porre fine alla catastrofe. Come in Problem Sleuth l'avventura è caratterizzata da viaggi nel tempo, mistero, e un complesso universo totalmente immaginario.
Il webcomic è iniziato il 13 aprile 2009 e si è concluso il 13 aprile 2016 con oltre 8000 pagine.

### Sweet Bro and Hella Jeff
Sia fonte di battute ricorrenti in Homestuck, sia un fumetto comico a sé stante, disegnato sempre da Andrew Hussie e pubblicato in un ramo di MS Paint Adventures, questo fumetto è intenzionalmente scritto e disegnato in maniera pessima, in una bassa qualità d'immagine (ricca di artefatti di compressione), in cui viene utilizzata una palette composta principalmente da colori puri, con testo spesso tagliato o fuori dai balloon.
All'interno dell'universo di Homestuck, il fumetto viene disegnato e creato da Dave Strider. Inoltre i meme del webcomic vengono spesso aggiunti in calce ai pannelli del fumetto quando un personaggio si trova, spesso volutamente, in una situazione tale da essere rapportata con una pagina buffa.